# Salem (Salem)
Pour les articles homonymes, voir Salem.
Salem est la ville centrale de la commune de Salem située dans le comté de Stockholm en Suède.
Sa population était de 664 habitants en 2019.